# Arthur (Fußballspieler, 2003)
Arthur Augusto de Matos Soares (* 17. März 2003 in Belo Horizonte, Minas Gerais), auch einfach Arthur oder Arthur Augusto genannt, ist ein brasilianischer Fußballspieler, der als rechter Verteidiger für Bayer 04 Leverkusen und die brasilianische Nationalmannschaft spielt.

## Karriere

### Verein
Arthur schloss sich 2019 der Jugendakademie von América Mineiro an, nachdem er zuvor bei Dínamo de Araxá mit dem Fußballspielen begonnen hatte. Am 29. November 2020 wurde er an Flamengo Rio de Janeiro ausgeliehen. Im Jahr 2021 kehrte Arthur zu América zurück und wurde im Dezember 2021 in die erste Mannschaft befördert. Sein Pflichtspieldebüt in der Profimannschaft gab er am 25. Januar 2022 bei der 1:2-Auswärtsniederlage gegen AA Caldense im Campeonato Mineiro.
Arthur gab sein Debüt in der Série A am 15. Mai 2022, als er bei der 0:1-Auswärtsniederlage gegen Coritiba FC in der Halbzeit für Índio Ramírez eingewechselt wurde.
Im April 2023 gab Bayer 04 Leverkusen seine Verpflichtung ab der Bundesliga-Saison 2023/24 bekannt. Der 20-Jährige wurde mit einem Vertrag bis Sommer 2028 ausgestattet. In seiner ersten Saison bei Bayer 04 Leverkusen gewann Arthur mit der "Werkself" die Bundesliga und den DFB-Pokal und erreichte das Finale der Europa League, wobei er aufgrund von Verletzungen über einen längeren Zeitraum pausieren musste.

### Nationalmannschaft
Als Spieler der brasilianischen Auswahl gewann er die U-20-Südamerikameisterschaft 2023. Nach guten Leistungen in der Liga wurde er bald darauf auch für die brasilianische A-Nationalmannschaft nominiert und gab sein Debüt in der Selecao am 25. März 2023 bei einer 1:2-Niederlage gegen Marokko in einem Freundschaftsspiel in Tanger.

## Erfolge
Verein
- Deutscher Meister: 2024
- Deutscher Pokalsieger: 2024

Nationalmannschaft
- U-20-Südamerikameister: 2023